# Scheldevaartshoek
Scheldevaartshoek is een gehucht in de gemeente Hulst in de Nederlandse provincie Zeeland, gelegen in Zeeuws-Vlaanderen.
Rond Scheldevaartshoek zijn drie polders gelegen. De Oude Graauwpolder (1619), de Willem-Hendrikspolder (1687) en de Langendampolder (1619).

## Geografie
Scheldevaartshoek is gelegen aan de dijken waar deze drie polders samenkomen namelijk de Schenkeldijk en de Oude Graauwsedijk.
Een schenkeldijk is een dijk die een nieuwe polder verdeelt in twee, om te voorkomen dat bij een nieuwe dijkdoorbraak de gehele polder onderloopt.
Inclusief drie nabijgelegen boerderijen staan er 20 huizen op Scheldevaartshoek.

## Geschiedenis
Scheldevaartshoek heette vroeger Schelfhoutshoek. De lokale bevolking gebruikt soms nog deze naam. Nog vroeger werd gesproken over Schelvershoek.
Een schelver is een arbeider die van hooi, stro, vlas of mais schelven opbouwt, om ze langer bestand te laten zijn tegen weer en wind. 
Scheldevaartshoek hoorde tot de gemeentelijke herindeling van 1970 bij de gemeente Graauw en Langendam.

## Trivia
In de Oude Graauwpolder nabij Scheldevaartshoek waren in de 19e eeuw een aantal turfwinplaatsen. Turf wordt ter plaatse djerk genoemd.
Stad: Hulst

Dorpen: Clinge · Graauw · Heikant · Hengstdijk · Kapellebrug · Kloosterzande · Kuitaart · Lamswaarde · Nieuw-Namen · Ossenisse · Sint Jansteen · Terhole · Vogelwaarde · Walsoorden

Buurtschappen: Absdale · Baalhoek · Boschkapelle · Catalijnenweg · Delft · Drie Hoefijzers · Duivenhoek · De Eek · Emmadorp · Fluitershoek · Groenendijk · Halfeind · Hoefkesdijk · Hoek en Bosch · 't Hoekje · 't Jagertje · Kalverdijk · Kampen · Kamperhoek · Keizerrijk · De Knapaf/Droogedijk · Knuitershoek · Koelewei · Koningsdijk · De Kraai · Krabbenhoek · Kreverhille · Kruisdorp · Kruispolderhaven · Kruisweg · Het Lammetje · Luntershoek · Margret · Margretschedijk · Molenhoek · Molenhoek · Muggenhoek (deels) · Noordstraat · Het Oliekot · Oostdijk · Ossenhoek · Oude Kaai · Oudemolen · Oude Stoof · Paal · Patrijzendijk · Patrijzenhoek · Pauluspolder · Perkpolder · Prosperdorp · De Rape · Roskam · Roverberg · Ruischendegat · Rustwat · Saswijk · Schapershoek · Scheldevaartshoek · Schuddebeurs · Sluis/Drie Gezusters · Statenboom · Stoppeldijk (Rapenburg) · Stoppeldijkveer (deels) · Strooienstad · Tasdijk · Tivoli · Tragel · Verkorting · Vijfhoek · Vogelfort · Walenhoek · Zandberg · Zeedorp · Zeegat

Historische plaatsen: Boerenmagazijn · Eekenissepolder · Klein Kuitaart · Vitshoek

Zeeland: Steden en dorpen in Zeeland      Nederland: Provincies · Gemeenten